# Priscilla Cohn
Priscilla Cohn   (14 de desembre de 1933 - 27 de juny de 2019) va ser una filòsofa i activista dels drets dels animals estatunidenca. Va ser professora emèrita de filosofia a la Universitat Estatal de Pennsilvània, directora associada de l'Oxford Centre for Animal Ethics i coeditora del Journal of Animal Ethics.

## Biografia
Va estudiar a la Haverford Friends School, a The Baldwin School de Bryn Mawr i al Bryn Mawr College, obtenint una llicenciatura, un màster i un doctorat en filosofia, entre 1956 i 1969. Va escriure la seva tesi sobre l'obra de Martin Heidegger amb l'assessorament de Josep Ferrater Mora. Priscilla Cohn es va separar de Willard Cohn el 1969 i quan es van divorciar el 1980 es va casar amb Josep Ferrater Mora el mateix any.
Va ensenyar filosofia durant més de 35 anys a la Universitat Estatal de Pennsilvània, escrivint sobre temes referents als drets dels animals, qüestions ambientals i ètica animal, així com sobre filosofia contemporània i història de la filosofia, publicant tant en anglès com en castellà. Cohn va ser nomenada professora titular de filosofia de la Universitat Estatal de Pennsilvània el 1982 i es va convertir en professora emèrita el 2001. De 1990 a 1993 va ser directora de l'Escola d'Estiu de Drets dels Animals de la Universitat Complutense de Madrid al monestir d'El Escorial. També va impartir el curs de postgrau d'Ètica Aplicada a la Universitat de Santiago de Compostel·la el 1991.

## Obra publicada
- Etica aplicada (Alianza Editorial, 1981)
- Contraception in Wildlife (Edwin Mellen Press, 1996)
- Ethics and Wildlife (Edwin Mellen Press, 1999)
- La filosofia de Ferrater Mora (Documenta Universitaria, 2008)